# Penal
Penal war ein französisches Volumen- und Getreidemaß unterschiedlicher Größe. In Franche-Comté war das Maß dem Boisseau (Scheffel) gleich. Als Zweitmaß kann das Bichet angesehen werden. In Bourbonne wog man die Volumenmenge.
- Gray 8 Penaux = 15 Boisseaux = 1 Aneé (Lyon)
- Bourbonne 1 Penal = 72 Pfund (Weizen) = 68 Pfund (Roggen) = 58 Pfund (Hafer)
- 1 Penal = 328,46 Pariser Kubikzoll[1] = 6,52 Liter